# Palais Wertl von Wertlsberg

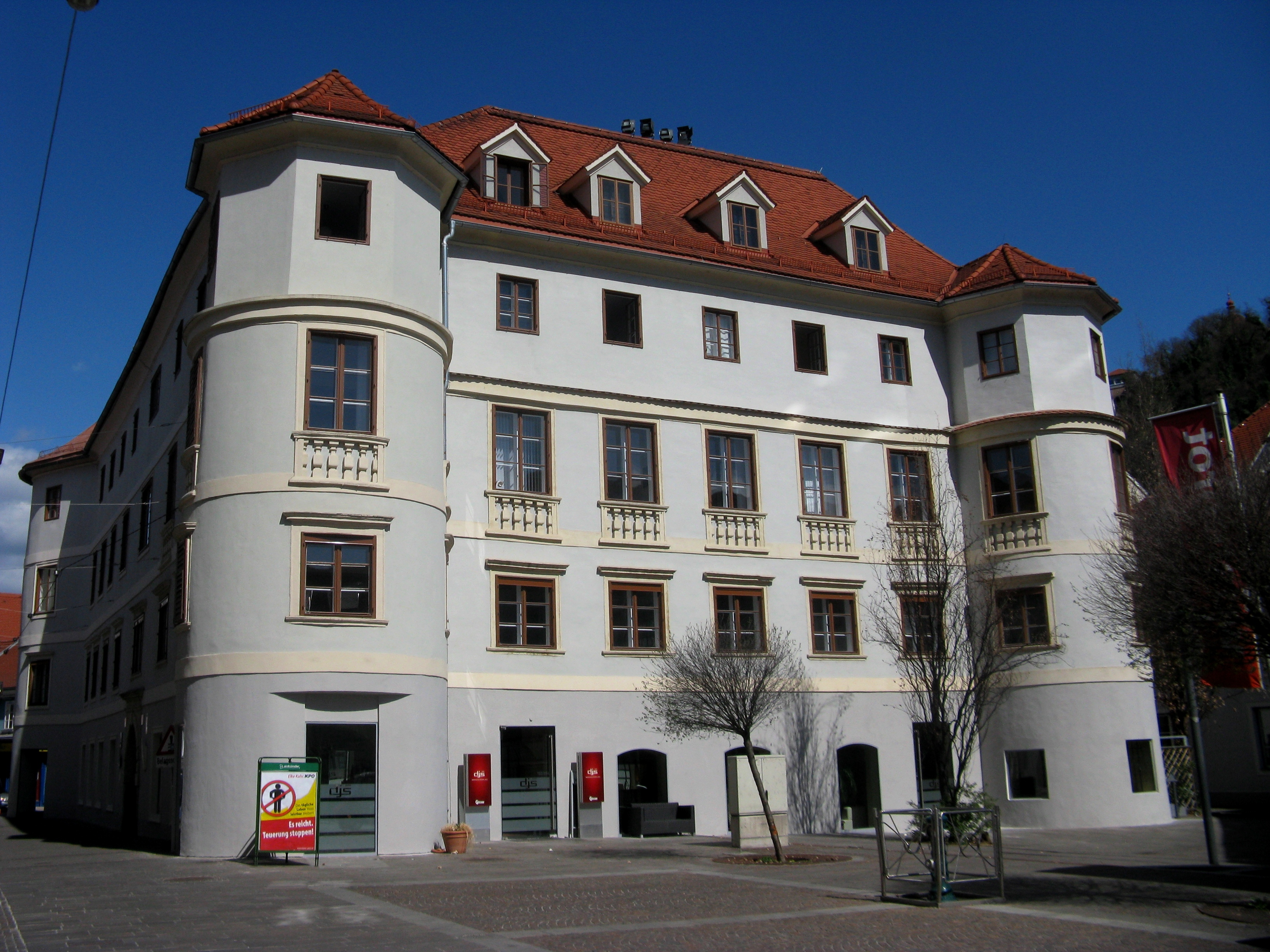
Palais Wertl von Wertlsberg

Das Palais Wertl von Wertlsberg, auch Mariahilferhaus, ist ein ehemaliges Grazer Stadtpalais an der Ecke Mariahilferstraße  und Ökonomiegasse im vierten Stadtbezirk Lend. Das Bauwerk hat, im Gegensatz zu den meisten anderen Grazer Palais, einen schlossähnlichen Charakter.

## Geschichte
Die Entstehungszeit des Palais war das zweite Viertel des 17. Jahrhunderts. Ein Kupferstich aus dem Jahr 1635 zeigt das damals unter dem Namen „Mariahilferhaus“ bekannte Gebäude, das von der Familie Wertl zu einem Vierflügelbau umgebaut wurde, mit je einer Schauseite im Westen und im Süden, sowie mit drei Ecktürmen. Da die Kaufmannsfamilie Wertl im dritten Viertel des 17. Jahrhunderts geadelt wurde, durfte sie sich von diesem Zeitpunkt an Wertl von Wertlsberg nennen. Das nach der Familie benannte Palais wurde 1696 vom Grafen Josef Wilhelm Kronegg mitsamt dem Nachbarhaus, das er zwecks der Erweiterung des Palais schleifen ließ, erworben und verändert. Das Dachgeschoß ließ er zum dritten Stockwerk ausbauen und die polygonalen Ecktürme erhielten ihr heutiges Aussehen.
Der nunmehrige Besitzer, Regimentsrat von Pureib, begann ab 1708 das Palais an Adelige zu vermieten. Im Jahr 1743 gelangte das Bauwerk schließlich in den Besitz des Minoritenordens, der Künstler und Handwerker den Adeligen als Mieter vorzog. Zu den bekanntesten Bewohnern zählten der Bildhauer Johannes Pieringer und der Stuckateur Sebastian Schretbacher. In der Mitte des 18. Jahrhunderts begannen die Eigentümer, um mehr Wohnraum zu schaffen, die hofseitigen Arkadengänge zu vermauern. Die Minoriten verkauften 1781 das Palais an den Radmeister B. Sorger.
Ab 1803 befand sich in den Räumlichkeiten des Palais Wertl von Wertlsberg der Gasthof „Zum Goldenen Kreuz“. In der Mitte der 1820er Jahre wurden die Zwiebelhelme der Ecktürme entfernt und durch Zeltdächer ersetzt. 1883 bezog das Grazer Kunstgewerbemuseum Teile des Palais, die es zuvor vom damaligen Besitzer erworben hatte. Durch einen Bombentreffer im Zweiten Weltkrieg wurde das Bauwerk stark in Mitleidenschaft gezogen und in den Jahren 1958 und 1959 wiederhergestellt.

## Architektur und Gestaltung
Das Palais hat einen schlossähnlichen Charakter, der durch die polygonalen Ecktürme betont wird. Es besteht aus einem viergeschoßigen Baublock mit einem kleinen, beinahe quadratischen Innenhof. Zwei runde Ecktürme an der Nord- und Südseite sowie ein polygonaler Eckerker mit Reliefs geschmückten Kragsteinen im Nordtrakt vervollständigen das Bild.
Die barocke Fassadengestaltung mit Blendbalustraden ist vor allem in den Obergeschoßen erhalten geblieben, da die Fassadierung im Erdgeschoß durch die Einrichtung von Geschäftslokalen aufgelöst wurde. Das rustizierte Rundbogen-Steinportal mit Rankenschmuck stammt aus der Bauzeit des Palais und hat blechbeschlagene Torflügel und ein Oberlichtgitter. Das zweite Obergeschoß diente vorwiegend als Beletage, war also der Prunk- und bevorzugte Wohnbereich innerhalb der Räumlichkeiten. Darauf weisen die deutlich vergrößerten Fenster hin.
Pawlatschengänge umlaufen die Hoffronten, die Räume des Erdgeschoßes haben ein Kreuzgratgewölbe und in den oberen Stockwerken sind einfach gestaltete Stuckplafonds erhalten geblieben.